# Chlorophorus reductus
Chlorophorus reductus là một loài bọ cánh cứng trong họ Cerambycidae.